# Yelizaveta Kozhévnikova
Yelizaveta Alexándrovna Kozhévnikova –en ruso, Елизавета Александровна Кожевникова– (Moscú, 27 de diciembre de 1973) es una deportista rusa que compitió en esquí acrobático, especialista en la prueba de baches.
Participó en dos Juegos Olímpicos de Invierno, obteniendo en total dos medallas, plata en Albertville 1992 y bronce en Lillehammer 1994, ambas en la prueba de baches.

## Medallero internacional
| Representando al Equipo Unificado |                       |                   |             |
| Juegos Olímpicos                  |                       |                   |             |
| Año                               | Lugar                 | Medalla           | Competición |
| 1992                              | Albertville (Francia) | Medalla de plata  | Baches      |
| Representando a Rusia             |                       |                   |             |
| Juegos Olímpicos                  |                       |                   |             |
| Año                               | Lugar                 | Medalla           | Competición |
| 1994                              | Lillehammer (Noruega) | Medalla de bronce | Baches      |